# Haight-Ashbury

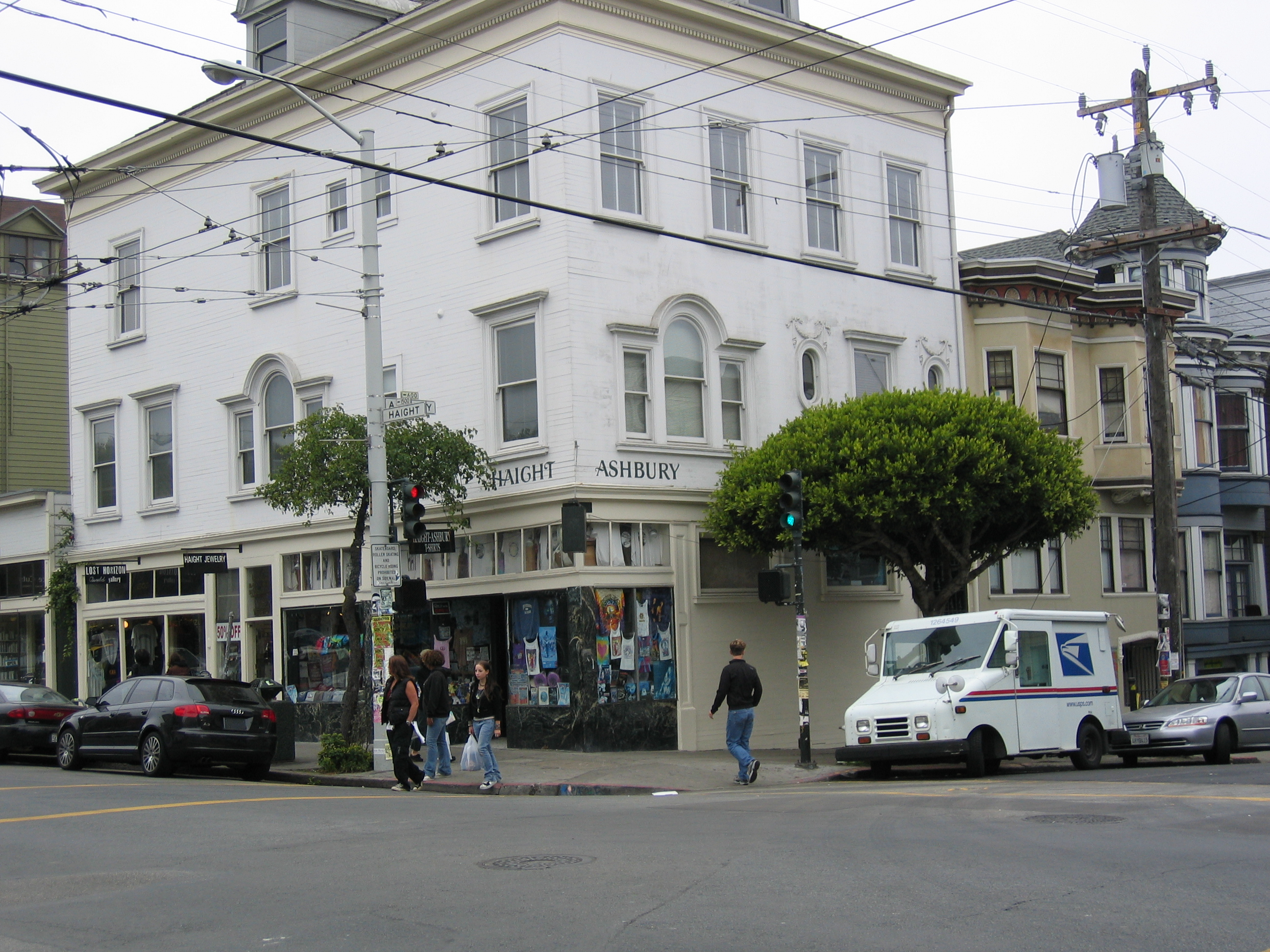
Kreuzung von Haight Street und Ashbury Street

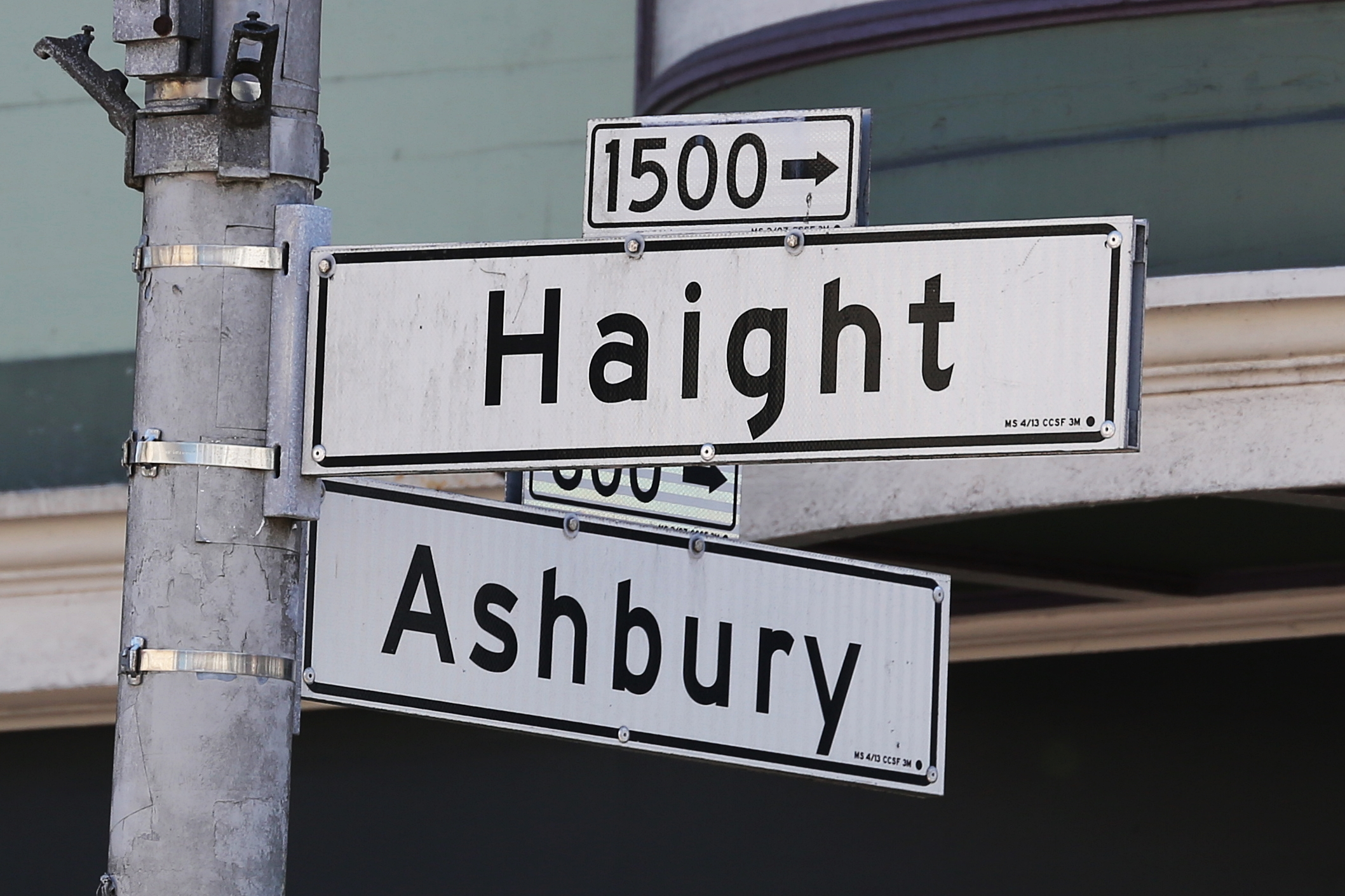
Straßenschilder in San Francisco

Haight-Ashbury ist ein Stadtteil von San Francisco, benannt nach der Kreuzung von Haight Street und Ashbury Street. Bekanntheit erlangte das Gebiet in den 1960er Jahren durch die Beatnik- und Hippie-Bewegung. Als berühmte Musiker, die in Haight-Ashbury ihren Wohnsitz hatten und die dortige Musikszene entscheidend mitprägten, sind Janis Joplin wie auch die Gruppen Grateful Dead und Jefferson Airplane zu nennen. Darüber hinaus findet der Stadtteil Erwähnung in Liedtexten dieser Zeit. So widmete Jimi Hendrix dem roten Haus auf 1524a Haight Street, in dem seine damalige Freundin lebte, den Song Red House. Heute beherbergt dieses Gebäude ein Tabak- und Souvenirgeschäft. Haight-Ashbury blieb lange Anziehungspunkt für eine alternative Gegenkultur.
Das Viertel wird in dem entstandenen Dokumentarfilm Following Sean porträtiert, der 2005 veröffentlicht wurde und Material seit 1969 verwendet.